# Thinopteryx delectans
Thinopteryx delectans là một loài bướm đêm trong họ Geometridae.